# Municipalità locale di Maluti a Phofung
Maluti a Phofung è una municipalità locale (in inglese Maluti a Phofung Local Municipality) appartenente alla municipalità distrettuale di Thabo Mofutsanyane della provincia di Free State in Sudafrica. 
In base al censimento del 2001 la sua popolazione è di 360.786 abitanti.
La sede amministrativa e legislativa è la città di Witsieshoek e il suo territorio si estende su una superficie di 4.417 km² ed è suddiviso in 34 circoscrizioni elettorali (wards). Il suo codice di distretto è FS194.
Nel territorio di questa municipalità locale è situato anche un District Management Areas (DMAs) con codice FSDMA19.

## Geografia fisica

### Confini
La municipalità locale di Maluti a Phofung confina a nord con quella di Phumelela, a est con quelle di Emnambithi/Ladysmith e Okhahlamba (Uthukela/ KwaZulu-Natal), a sud con il Lesotho e a ovest con quella di Dihlabeng.

### Città e comuni
- Bolata
- Harrismith
- Intanbazwe
- Kestell
- Mabolela
- Matsieng
- Monontsha
- Namahadi
- Phomolong
- Phuthaditjhaba
- Thaba Bosiu
- Thaba Tshweu
- Thibela
- Tlholong
- Tshiame
- Witsieshoek
- 42nd Hill

### Fiumi
- Caledon
- Dwaalspruit
- Elands
- Frasers Spruit
- Kgotjwane
- Klerkspruit
- Little Caledon
- Meul
- Metsimatsho
- Modderspruit
- Mpandweni
- Namahadi
- Nuwejaarspruit
- Pleasant Gift
- Ribbokspruit
- Rietspruit
- Sekoto
- Tierkloof
- Vaalbankspruit
- Wilge

### Dighe
- Driekloofdam
- Gibson Dam
- Metsimetshodam
- Platberg Dam
- Sterkfonteindam
- Witsieshoek Mountain Reso